# Meteorit Shergotty
El meteorit Shergotty és un meteorit de tipus acondrita que pertany a la classe dels meteorits marcians, i que dona nom al grup de les shergottites. Té una massa de 5 quilograms i va caure a la localitat de Sherghati, a l'Índia, el 25 d'agost de 1865, on testimonis el van recuperar immediatament.

## Classificació
El meteorit és una acondrita de la classe dels meteorits marcians, roques marcianes que van ser expulsades del planeta Mart per impactes, i que després van caure a la Terra com a meteorits. El meteorit Shergotty va donar nom a les shergottites, un dels tres grups coneguts juntament amb les nakhlites i les chassignites.

## Descripció
El Shergotty va ser durant un temps l'únic meteorit marcià basàltic i aviat es va convertir en el prototip per a un nombre creixent de troballes marcianes: les shergottites. Aquest i altres meteorits marcians han proporcionat una àmplia evidència de la presència d'aigua al planeta. Va experimentar un xoc sever, presumiblement durant l'impacte que el va llançar a l'espai i, finalment, a una òrbita que el va fer creuar-se amb la Terra. A mesura que s'han anat recuperat noves shergottites s'ha fet comú el poder distingir-les com basàltiques a lherzolítiques i emprar termes addicionals per caracteritzar-los més específicament.

## Composició i mineralogia
Aquest meteorit està compost de piroxens i es calcula que es va formar al planeta Mart fa 165 milions d'anys, sent exposat i transformat per aigua líquida durant molts anys. Certes característiques d'aquest meteorit suggereixen la presència de restes de membranes o biofilm de possible origen biològic, però la interpretació de les seves formes mineralitzades varia.
Al meteorit s'hi han trobat 25 espècies minerals reconegudes per l'Associació Mineralògica Internacional, com ara: augita, baddeleyita, cristobalita, faialita, hercynita, ilmenita, kaersutita, magnetita, majorita, merrillita, pigeonita, pirrotina, seifertita, tranquillityita o whitlockita. A més es considera la localitat tipus de cinc espècies: la ferromerrillita, un fosfat de fórmula química Ca9NaFe2+(PO₄)₇, la seifertita, un polimorf del quars, la liuïta, un dimorf de la ilmenita, i dos òxids de ferro i titani: la tschaunerita i la feiïta.